# Euphorbe fluette
Euphorbia exigua
Espèce
Classification phylogénétique
L'euphorbe fluette (Euphorbia exigua), encore appelée petite euphorbe, petite ésule, ou euphorbe exiguë, est une plante de la famille des Euphorbiacées. Elle pousse dans les endroits incultes.

## Description
C'est une petite plante herbacée (25 cm maximum), aux feuilles linéaires. Elle se reconnaît notamment grâce à ses bractées longues et effilées.

## Caractéristiques

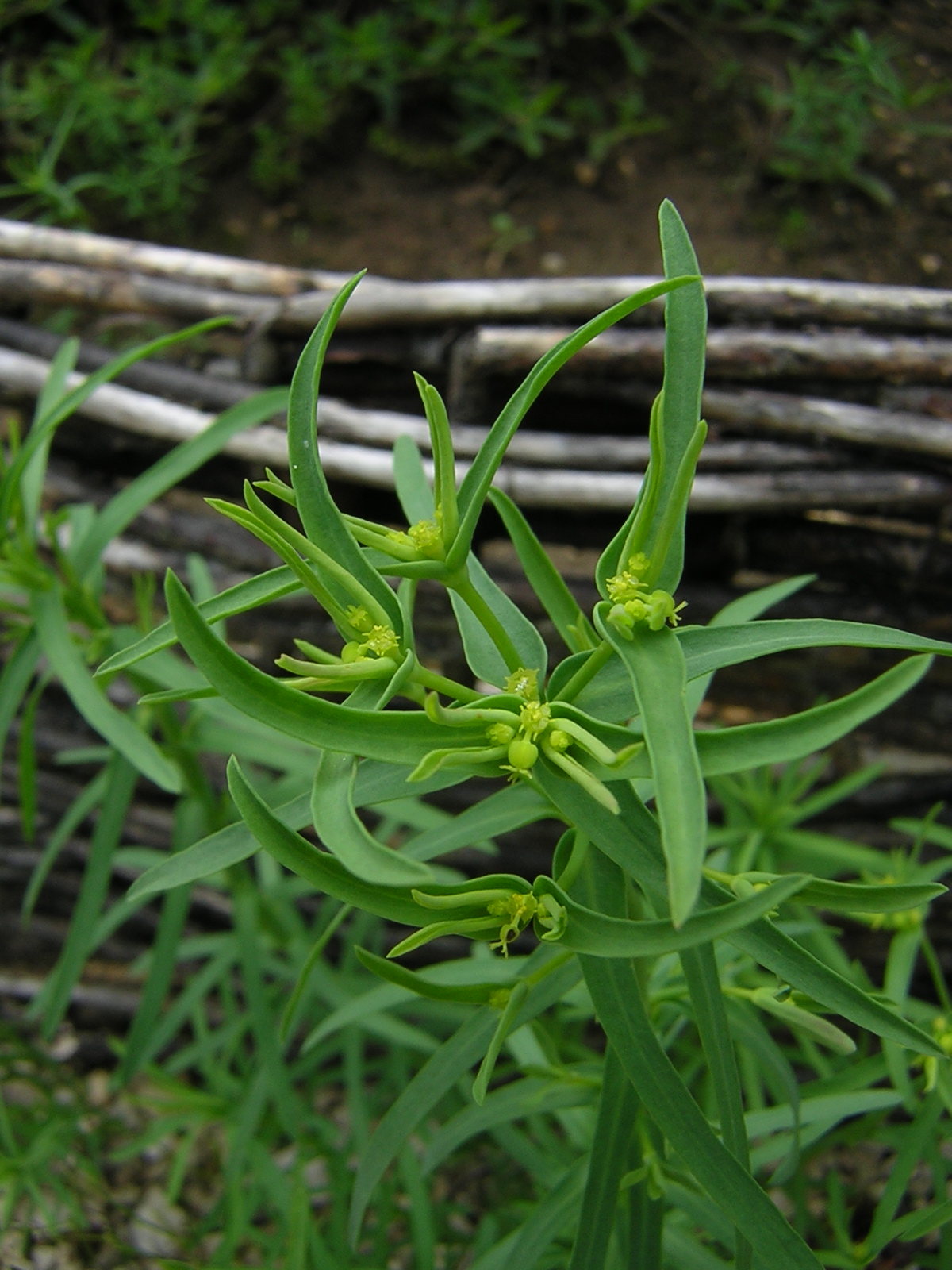
Inflorescence

Organes reproducteurs

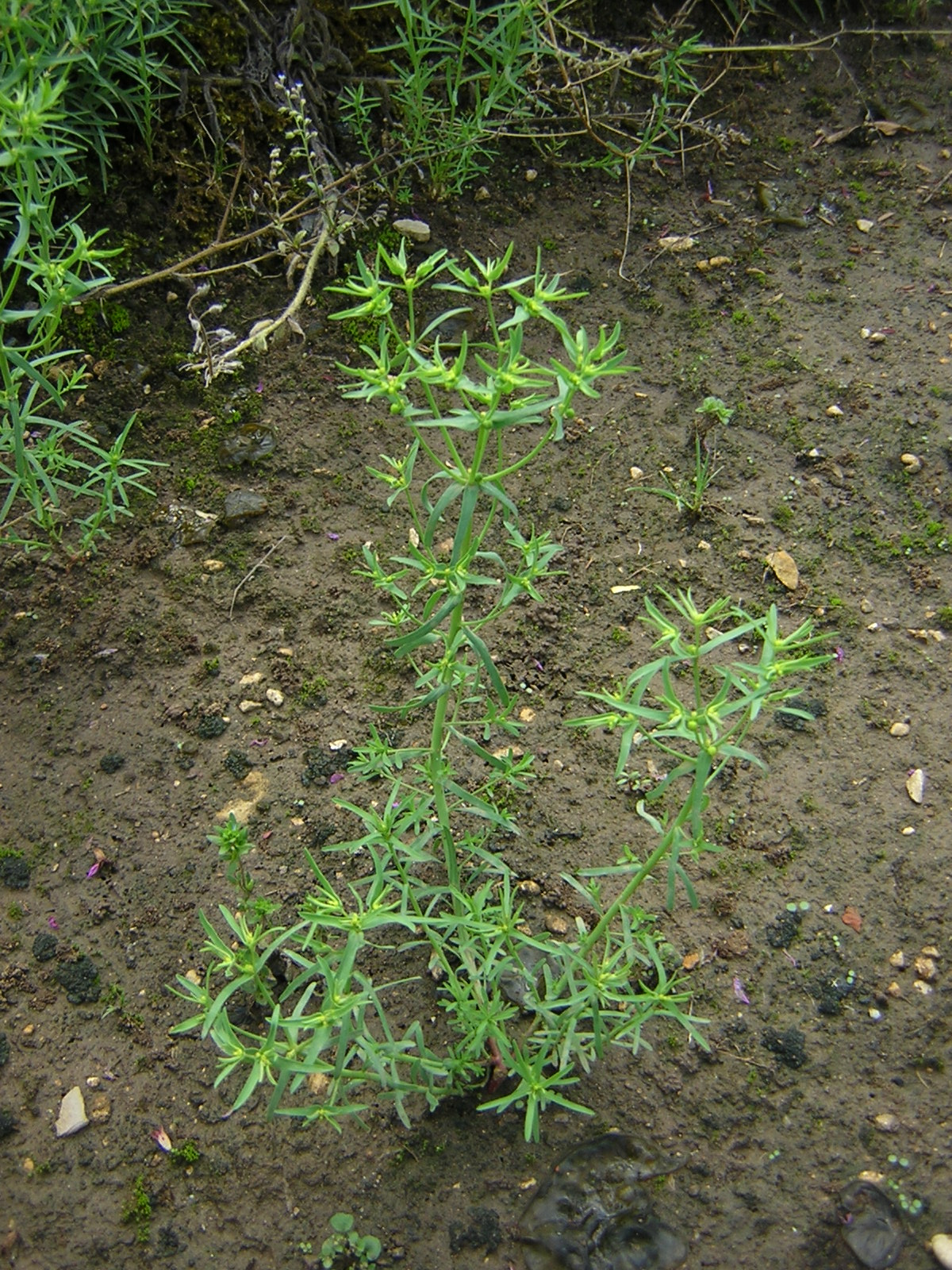
Euphorbia exigua

- Couleur dominante des fleurs : jaune
- Période de floraison : mai-novembre
- Inflorescence : cyathe
- Sexualité : monoïque
- Pollinisation : entomogame

Graine
- Fruit : capsule
- Dissémination : myrmécochore

Habitat et répartition
- Son habitat type ce sont les tonsures annuelles basophiles, aéroxérophiles, thermophiles, méditerranéennes
- Son aire de répartition est européenne méridionale.

Données d'après : Julve, Ph., 1998 ff. - Baseflor. Index botanique, écologique et chorologique de la flore de France. Version : 23 avril 2004.